# NGC 1611
NGC 1611 est une galaxie lenticulaire située dans la constellation de l'Éridan. NGC 1611 a été découverte par l'astronome germano-britannique William Herschel en 1786.

## Caractéristiques
Sa vitesse par rapport au fond diffus cosmologique est de 4 247 ± 9 km/s, ce qui correspond à une distance de Hubble de 62,6 ± 4,4 Mpc (∼204 millions d'al).
NGC 1611 présente une large raie HI.